# Wikipédia en chinois
 (novembre 2023).

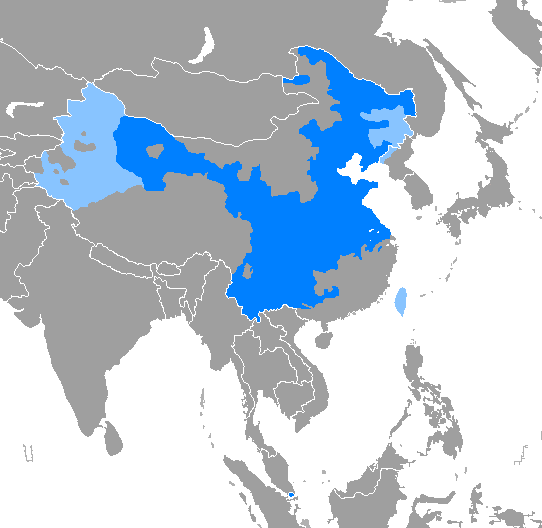
Aire de diffusion du mandarin.

Wikipédia en chinois (en chinois : 中文维基百科) est l’édition de Wikipédia en chinois mandarin parlée en Chine, à Taïwan et à Singapour. L'édition est officiellement lancée le 11 mai 2001, mais dans les faits en octobre 2002. Son code est : zh.
Au 23 juin 2025, l'édition en chinois contient 1 484 327 articles et compte 3 740 077 contributeurs, dont 6 734 contributeurs actifs et 63 administrateurs.

## Historique
La Wikipédia en chinois a été créé le 11 mai 2001 en même temps que 12 autres Wikipédias. Au début, cependant, l'édition en chinois ne prend pas en charge les caractères chinois et n'a aucun contenu encyclopédique.
En octobre 2002, une première page en chinois est écrite, la page principale. Une mise à jour logicielle le 27 octobre 2002 permet la saisie en chinois. Le domaine est défini pour être zh.wikipedia.org, avec zh basé sur le code ISO pour la langue chinoise. Le 17 novembre 2002, l'utilisateur Mountain traduit l'article Informatique en zh:计算机科学, créant ainsi le premier véritable article encyclopédique.
Afin de s'adapter aux différences orthographiques entre les sinogrammes simplifiés et les sinogrammes traditionnels, la communauté chinoise de Wikipédia décide de combiner progressivement, de 2002 à 2003, les deux versions originellement distinctes de Wikipédia chinois. La première conversion automatique en cours d'exécution entre les deux représentations orthographiques a commencé le 23 décembre 2004, avec la version MediaWiki 1.4. Les besoins de Hong Kong et de Singapour  sont pris en compte dans la version MediaWiki 1.4.2, qui fait de la table de conversion pour zh-sg par défaut zh-cn, et zh-hk par défaut zh-tw.
À ses débuts, la plupart des articles de Wikipédia en chinois sont traduits à partir de la version anglaise. Les cinq premiers administrateurs sont promus le 14 juin 2003.
Wikipédia est évoqué pour la première fois dans les médias de Chine continentale dans le journal China Computer Education le 20 octobre 2003, dans l'article "Je m'implique pour écrire une encyclopédie" (我也来写百科全书). Le  16 mai 2004, Wikipédia est signalé pour la première fois par des médias taïwanais dans le journal China Times. Depuis, de nombreux journaux ont publié des articles sur la Wikipédia en chinois, et plusieurs administrateurs sont interviewés par des journalistes.
Ivan Zhai du South China Morning Post écrit que les blocages des autorités continentales dans les années 2000 ont étouffé la croissance de Wikipédia en chinois et qu'en 2013, une nouvelle génération d'utilisateurs originaires du continent s'efforçent de faire grandir la Wikipédia en chinois. En 2013, il y avait 1,4 million d'utilisateurs enregistrés sur Wikipédia chinois, et en juillet 2013, 7 500 de ces utilisateurs étaient actifs, la plupart d'entre eux étant originaires de Hong Kong et de Taïwan. Il y a 715 000 entrées pour la Wikipédia chinoise, ce qui en fait la 12e plus grande Wikipédia.

## Appellation
Le nom chinois de Wikipédia fut décidé le 21 octobre 2003 à l'issue d'un vote. Le nom (chinois simplifié : 维基百科 ; chinois traditionnel : 維基百科 ; pinyin : wéi jī bǎi kē) signifie « Wiki Encyclopédie ». La transcription de « Wiki » est composée de deux caractères : 維/维, dont le sens ancien se réfère à des « cordes ou des toiles liant des objets », et fait allusion à Internet. 基, signifie les « fondations d'une construction » ou l'« aspect fondamental des choses en général ». Dès lors, le nom peut être interprété comme « l'encyclopédie qui relie le savoir fondamental de l'Humanité ».
La traduction la plus courante de la technologie wiki n'est cependant pas 維基/维基, mais plutôt 維客/维客 ou 圍紀/围纪, qui sont aussi des transcriptions du mot « wiki ». Dès lors, le terme 維基/维基 est généralement une marque distinctive des projets Wikimédia.
Wikipédia en chinois présente également un sous-titre : « 海納百川，有容乃大/海纳百川，有容乃大 », qui signifie « La mer rassemble cent rivières ; elle a la capacité [de toutes les accepter] et est ainsi grande ». Le sous-titre est la première moitié d'un couplet composé par  Lin Zexu, le dignitaire de la dynastie Qing.

## Conversion automatique

### Situation originelle
Au début, deux versions différentes de Wikipédia en chinois existaient, sous les codes « zh » (ou « zh-cn ») et « zh-tw ». Généralement, les utilisateurs originaires de régions qui utilisaient les sinogrammes traditionnels (telles Taïwan, Hong Kong, et Macao) n'écrivaient, modifiaient ou consultaient que la version en caractères traditionnels, alors que celles qui utilisaient les sinogrammes simplifiés (telles la République populaire de Chine, Singapour et la Malaisie) écrivaient avec des caractères simplifiés.
De nombreux articles bénéficiaient ainsi de deux versions non coordonnées. Par exemple, il y avait une version en écriture traditionnelle (法國) et une version en écriture simplifiée (法国) de l'article consacré à la France. Autre problème, le vocabulaire varie selon les pays et donc les versions simplifiée / traditionnelle, notamment pour les noms propres et le vocabulaire récent. Par exemple, une imprimante s'appelle 打印机 en Chine continentale, mais plutôt 印表機 à Taïwan.

### Solution
Pour éviter son forkage, Wikipédia en chinois proposa à partir de janvier 2005 une solution serveur pour permettre de convertir automatiquement les caractères en langage simplifié ou traditionnel :
- zh-hans : jeu de caractères simplifiés ;
- zh-hant : jeu de caractères traditionnels,

puis plus tard, plus spécifiquement les noms selon l'une des quatre localisations choisies :
- zh-cn (Chine continentale) ;
- zh-hk (Hong Kong et Macao) ;
- zh-sg (Singapour et Malaisie) ;
- zh-tw (Taïwan).

La conversion est réalisée par des tableaux de conversion des jeux de caractères, qui peuvent être modifiés par les administrateurs. Par des marqueurs wiki spécifiques, les rédacteurs d'articles peuvent proposer différents termes pour un même mot ou expression selon les localisations.
De plus, des redirections sont automatiquement générées pour les titres sujets à ces mêmes variations. Ces articles précédemment notés sous différents noms ont dorénavant été fusionnés et peuvent dès lors être atteints par l'un ou l'autre titre.
Par exemple, pour exprimer « Monténégro » à Taïwan, on utilise la translittération 蒙特內哥羅 / Mengteneigeluo (chinois simplifié : 蒙特内哥罗 ; chinois traditionnel : 蒙特內哥羅 ; pinyin : Mēngtènèigēluó), et ailleurs la traduction 黑山 / Hēishān (littéralement « Montagne noire », ce que signifie « Montenegro » en italien).
Ce même dispositif est également en vigueur pour d'autres versions linguistiques de Wikipédia (voir notamment Wikipedias in multiple writing systems sur WikiMedia, en anglais), dont la Wikipédia en serbe. Le serbe peut en effet être écrit en alphabet cyrillique et en alphabet latin, et des tableaux ont été établis pour effectuer la conversion.
- Accès aux tableaux de conversion : Wikipedia:繁简体转换请求
- Explications sur la conversion automatique entre chinois traditionnel et simplifié sur Wikipédia (en anglais)

## Différentes variétés de chinois
La version de base de Wikipédia en chinois est fondée sur le chinois vernaculaire, un registre du chinois écrit officiellement en vigueur dans toutes les régions de langue chinoise, dont la République populaire de Chine, Hong Kong, Macao, et Singapour. Ce registre est largement associé à la grammaire et au vocabulaire du mandarin standard, la variété parlée officielle de la RPC, Taïwan, et Singapour (mais pas exclusivement à Hong Kong et Macao, qui utilisent largement le cantonais standard).
Les langues chinoises / sinitiques sont en fait un large groupe de langues et de dialectes parlés qui sont souvent mutuellement inintelligibles et souvent considérées comme des langues différentes, tels le wu, le minnan (dont le taïwanais est le dialecte le plus connu), et le cantonais. En Chine, le chinois vernaculaire écrit, correspondant au parlé mandarin standard, est la norme écrite utilisée, y compris dans les régions qui parlent d'autres dialectes mandarins, d'autres langues chinoises ou d'autres langues, sans pour autant que l'équivalent parlé soit connu et pratiqué. Il y a donc en ce cas une différence importante entre la langue parlée et la langue écrite, tant au niveau du vocabulaire que de la grammaire. La langue écrite sera dès lors également lue avec la prononciation locale, qui peut s'écarter sensiblement du mandarin standard.
Après le lancement de la version de Wikipédia en chinois écrit standard, de nombreux utilisateurs demandèrent à avoir le droit de créer des versions chinoises de Wikipédia en d'autres langues que le standard mandarin. Il leur fut généralement opposé que cette norme était la seule qui soit généralement utilisée à l'écrit. Une conversion automatique similaire à celle mise en place pour les variétés traditionnelle / simplifiée fut un temps évoquée, mais une extension de ce système s'avéra rapidement inenvisageable, le système évoqué mis en place ne se limitant qu'à des conversions simple de caractères / mots, qui ne pouvait être mis en place pour les différentes langues chinoises, aux importantes variations de grammaire, syntaxe, et même sémantiques.
Ces objections dépassées, il fut décidé de lancer d'autres versions de Wikipédia en chinois pour des langues chinoises jugées suffisamment différentes du mandarin standard, avec de nombreux contributeurs potentiels. Six versions régionales chinoises de Wikipédia existent désormais : 
- Wikipédia en minnan (page d'accueil - 433 736 articles), pour la langue minnan (Hokkien), qui utilise le taïwanais comme standard ;
- Wikipédia en cantonais (page d'accueil - 145 214 articles), pour le cantonais (ou langue yue), qui utilise le cantonais standard (c'est-à-dire le dialecte cantonais / de Hong Kong) comme standard ;
- Wikipédia en wu (page d'accueil - 46 000 articles), pour la  langue wu, avec le dialecte de Shanghaï, le dialecte de Suzhou, et la littérature wu comme standards ;
- Wikipédia en mindong (page d'accueil - 16 660 articles), pour la langue mindong, qui utilise le dialecte de Fuzhou comme standard ;
- Wikipédia en hakka (page d'accueil - 10 356 articles), pour la langue hakka, qui utilise le dialecte de Siyen comme standard ;
- Wikipédia en gan (page d'accueil - 6 767 articles), pour la  langue gan, avec le dialecte de Nanchang et la littérature gan comme standards.

De plus, il fut demandé et accepté la création d'une Wikipédia en chinois classique et littéraire (page d'accueil), fondée sur le chinois classique et le chinois littéraire, des registres anciens de la langue chinoise écrite pour leur vocabulaire et leur grammaire, en vigueur en Chine (ainsi qu'au Japon, en Corée et au Viêt Nam) avant 1912, registres désormais remplacés par le chinois vernaculaire. Par différents aspects, ces registres anciens avaient en ces sociétés la place qu'avait en Europe occidentale le latin classique et le néolatin.
Ces versions de Wikipédia ne sont pas concernées par la problématique des écritures traditionnelle / simplifiée : la Wikipédia en wu n'utilise que les caractères simplifiés, alors que les Wikipédia en cantonais et en chinois classique et littéraire n'utilisent que des caractères traditionnels. Enfin, les versions en minnan, mindong, et en hakka utilisent respectivement les standards Pe̍h-ōe-jī, Bàng-uâ-cê, et Pha̍k-fa-sṳ, qui sont des romanisations.

## Statistiques
- Le 14 juillet 2012, l'édition en chinois atteint 500 000 articles, bien qu'elle ait été bloquée un long moment par le gouvernement chinois sur son territoire, comme toutes les autres Wikipédia en langue chinoise.
- Le 11 juillet 2013, elle compte 705 725 articles et 1 463 036 utilisateurs, ce qui en fait la 13e version de Wikipédia en nombre d'articles. C'est la 3e encyclopédie en ligne chinoise après Hudong/Baike (plus de 6,4 millions d'articles en juin 2012)[4] et Baidu Baike (plus de 5,4 millions d'articles en octobre 2012)[réf. nécessaire].
- Le 26 septembre 2022, elle contient 1 307 574 articles et compte 3 265 232 contributeurs, dont 8 240 contributeurs actifs et 66 administrateurs.
- Le 9 août 2024, elle contient 1 434 718 articles et compte 3 562 720 contributeurs, dont 7 187 contributeurs actifs et 64 administrateurs.
- Le 23 juin 2025, elle contient 1 484 327 articles et compte 3 740 077 contributeurs, dont 6 734 contributeurs actifs et 63 administrateurs.

## Censure
Jusqu'en 2005, alors que Wikipédia en mandarin est populaire en Chine, le gouvernement décide de la censurer. Robin Li lance alors un équivalent chinois l'année suivante, Baidu Baike. Le gouvernement chinois censure Wikipédia dans toutes les langues étrangères le 15 mai 2019.

## Action de la fondation Wikimedia en 2021
La Fondation Wikimédia a révoqué l'accès de 7 personnes contributrices et enlevé les outils de 12 personnes administratrices  de la Chine continentale le 16 septembre 2021 à la suite de « soupçons d'infiltration »,,. Il a été allégué qu'un groupe wikimédien de Chine Continentale d'environ 300 personnes avait été impliqué dans des pratiques de cumuls des votes (bourrage d'urne) et de manipulation des élections administratives. La Fondation Wikimédia a déclaré avoir pris des mesures sur la base de « menaces crédibles » pour la sécurité des bénévoles.
Un groupe de wikimédiens chinois concernés, Wikimedia Mainland China (WMC) s'est déclaré consterné et en désaccord avec la décision et a adressé une lettre ouverte à la Fondation pour protester.